# American Hockey League
American Hockey League er en professionel ishockeyliga med hold i Canada og USA. Ligaen rangeres som den næstbedste professionelle liga i Nordamerika og er niveaumæssigt på højde med flere af de bedre ligaer i Europa.
Holdene i ligaen fungerer som udklækningsanstalt for verdens bedste ishockeyliga NHL. Hvert hold har så en udvekslingsaftale med et hold i NHL som sender de unge talenter som man anser for ikke at være helt klar til at spille i NHL ned på AHL-holdet for at udvikle sig og få den fornødne spilletid. I tilfælde af skader eller lignende på NHL-holdet kan den unge spiller kaldes op til NHL med kort varsel. Dette er en klar fordel for begge parter idet NHL-holdet sikrer sine unge talenter optimale vilkår for at udvikle sig da de typisk vil få meget mere spilletid på holdet i AHL end de ville have fået i NHL. For holdene i AHL hjælper denne aftale med til at holde lønudgifterne nede idet disse unge talenters løn alene betales af moderklubben i NHL. På grund af denne aftale kaldes AHL ofte for en farmerliga og holdene kaldes for farmerhold.
Ligesom NHL-holdene kan kalde spillere op fra AHL når de har behov for det, så kan AHL-holdene kalde spillere op fra den lavere liga ECHL. På den måde undgår de at få deres trup decimeret i tilfælde af at flere spillere bliver kaldt op til NHL.
Manchester Monarchs vandt slutspillet om Calder Cuppen i 2015 og er således regerende AHL-mestre.

## Danskere i AHL
- Frans Nielsen – Bridgeport Sound Tigers (2006-08)
- Kim Staal – Milwaukee Admirals (2006-07)
- Jannik Hansen – Manitoba Moose (2006-08)
- Morten Madsen – Houston Aeros (2007-2009)
- Kirill Starkov – Syracuse Crunch (2007-2009)
- Sebastian Dahm – Syracuse Crunch (2008-2009)
- Mikkel Bødker – San Antonio Rampage (2009-2011)
- Frederik Andersen - Norfolk Admirals (2012-2014)
- Lars Eller – Peoria Rivermen (2009-2010)
- Philip Larsen – Texas Stars (2010-2012)
- Peter Regin - Birmingham Senetors (2008-2009) og Rockford Icehogs (2014-2015)
- Markus Lauridsen - Lake Erie Monsters (2013-2015)
- Nicklas Jensen - Chicago Wolves (2011-2013), Utica Comets (2014-2016) og Hartfort Wolf Pack (2016-
- Oliver Lauridsen - Adirondack Phantoms (2011-2014) og Lehigh Valley Phantoms (2014-2015)
- Oliver Bjorkstrand - Lake Erie Monsters (2015-)

Derudover har Søren True spillet 3 sæsoner (fra 1989-92) i den nu nedlagte liga IHL der blev anset for at være sidestillet liga til AHL.

## Hold

### 2007-08 Hold
| Eastern Conference |                                |                                       |                  |                                  |                                           |
| Division           | Hold                           | Arena                                 | By/Område        | Farmerhold for                   | Farmerhold under sig                      |
| Atlantic           | Hartford Wolf Pack             | Hartford Civic Center                 | Hartford, CT     | New York Rangers                 | Charlotte Checkers/Mississippi RiverKings |
| Atlantic           | Lowell Devils                  | Tsongas Arena                         | Lowell, MA       | New Jersey Devils                | Trenton Devils                            |
| Atlantic           | Manchester Monarchs            | Verizon Wireless Arena                | Manchester, NH   | Los Angeles Kings                | Reading Royals                            |
| Atlantic           | Portland Pirates               | Cumberland County Civic Center        | Portland, ME     | Anaheim Ducks                    | Augusta Lynx                              |
| Atlantic           | Providence Bruins              | Dunkin' Donuts Center                 | Providence, RI   | Boston Bruins                    | Ingen                                     |
| Atlantic           | Springfield Falcons            | MassMutual Center                     | Springfield, MA  | Edmonton Oilers                  | Stockton Thunder/Odessa Jackalopes        |
| Atlantic           | Worcester Sharks               | DCU Center                            | Worcester, MA    | San Jose Sharks                  | Fresno Falcons                            |
| East               | Albany River Rats              | Times Union Center                    | Albany, NY       | Carolina Hurricanes              | Florida Everblades                        |
| East               | Binghamton Senators            | Broome County Veterans Memorial Arena | Binghamton, NY   | Ottawa Senators                  | Ingen                                     |
| East               | Bridgeport Sound Tigers        | Arena at Harbor Yard                  | Bridgeport, CT   | New York Islanders               | Utah Grizzlies                            |
| East               | Hershey Bears                  | GIANT Center                          | Hershey, PA      | Washington Capitals              | South Carolina Stingrays                  |
| East               | Norfolk Admirals               | Norfolk Scope                         | Norfolk, VA      | Tampa Bay Lightning              | Mississippi Sea Wolves                    |
| East               | Philadelphia Phantoms          | Wachovia Spectrum                     | Philadelphia, PA | Philadelphia Flyers              | Ingen                                     |
| East               | Wilkes-Barre/Scranton Penguins | Wachovia Arena at Casey Plaza         | Wilkes-Barre, PA | Pittsburgh Penguins              | Wheeling Nailers                          |
| Western Conference |                                |                                       |                  |                                  |                                           |
| Division           | Hold                           | Arena                                 | By/Område        | Farmerhold for                   | Farmerhold under sig                      |
| North              | Grand Rapids Griffins          | Van Andel Arena                       | Grand Rapids, MI | Detroit Red Wings                | Muskegon Fury/Toledo Storm                |
| North              | Hamilton Bulldogs              | Copps Coliseum                        | Hamilton, ON     | Montreal Canadiens               | Cincinnati Cyclones                       |
| North              | Lake Erie Monsters             | Quicken Loans Arena                   | Cleveland, OH    | Colorado Avalanche               | Arizona Sundogs                           |
| North              | Manitoba Moose                 | MTS Centre                            | Winnipeg, MB     | Vancouver Canucks                | Victoria Salmon Kings                     |
| North              | Rochester Americans            | Blue Cross Arena at the War Memorial  | Rochester, NY    | Buffalo Sabres, Florida Panthers | Bossier-Shreveport Mudbugs                |
| North              | Syracuse Crunch                | War Memorial at Oncenter              | Syracuse, NY     | Columbus Blue Jackets            | Dayton Bombers/Youngstown SteelHounds     |
| North              | Toronto Marlies                | Ricoh Coliseum                        | Toronto, ON      | Toronto Maple Leafs              | Columbia Inferno                          |
| West               | Chicago Wolves                 | Allstate Arena                        | Rosemont, IL     | Atlanta Thrashers                | Gwinnett Gladiators                       |
| West               | Houston Aeros                  | Toyota Center                         | Houston, TX      | Minnesota Wild                   | Texas Wildcatters/Austin Ice Bats         |
| West               | Iowa Stars                     | Wells Fargo Arena                     | Des Moines, IA   | Dallas Stars                     | Idaho Steelheads                          |
| West               | Milwaukee Admirals             | Bradley Center                        | Milwaukee, WI    | Nashville Predators              | New Mexico Scorpions                      |
| West               | Quad City Flames               | i wireless Center                     | Moline, IL       | Calgary Flames                   | Las Vegas Wranglers                       |
| West               | Peoria Rivermen                | Carver Arena                          | Peoria, IL       | St. Louis Blues                  | Alaska Aces                               |
| West               | Rockford IceHogs               | Rockford MetroCentre                  | Rockford, IL     | Chicago Blackhawks               | Pensacola Ice Pilots                      |
| West               | San Antonio Rampage            | AT&T Center                           | San Antonio, TX  | Phoenix Coyotes                  | Phoenix Roadrunners/Laredo Bucks          |

## Ekstern link
- AHL's officielle hjemmeside